# Acne estivale
L'acne estivale (acne aestivalis), chiamata anche acne di Maiorca, è una eruzione acneiforme che si presenta generalmente nella stagione estiva, protraendosi talora anche nei mesi invernali.
Si manifesta con papule, pustole e comedoni nelle aree esposte alla radiazione UV.
Spesso viene erroneamente confusa con episodi di normale acne, o con un ritorno estivo della stessa.

## Eziologia
La causa che provoca tale anomalia non è ancora chiara.
Appare in seguito ad un'esposizione repentina della pelle al sole o a lampade UV-A.
Un'esposizione graduale invece può migliorala (teoria dell'hardening).

## Sintomatologia
Si manifesta con la comparsa, dopo un'esposizione alla luce solare, di piccole papule localizzate su spalle, avambracci e petto. L'eruzione è, di solito, asintomatica o lievemente pruriginosa
È più frequente nel sesso femminile e nei climi caldo-umidi.

## Terapia
Come quasi per tutte le eruzioni acneiformi indotte, la rimozione dell'agente causale comporta la remissione spontanea.
Evitando l'esposizione al sole o applicando filtri solari si previene o si evita l'aggravarsi della manifestazione.
Attualmente non vi sono trattamenti farmacologici, per via sistemica o topici, sicuramente efficaci. Qualche beneficio si è avuto con l'impiego topico della retinaldeide.